# Plastron żółwi

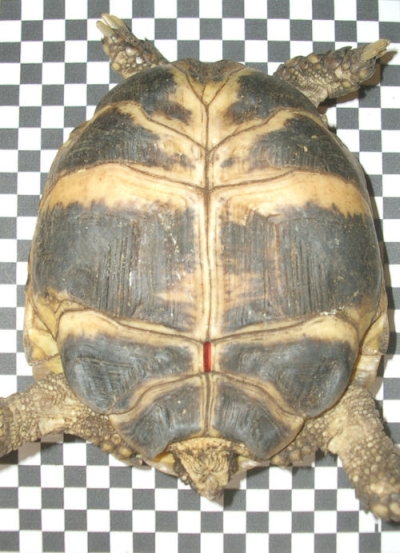
Plastron żółwia stepowego

Plastron – u żółwi jest to prawie płaska, brzuszna część pancerza zbudowana z zewnętrznej warstwy płytek rogowych (parzyste tarcze szyjne, ramieniowe, piersiowe, brzuszne, udowe i odbytowe) oraz wewnętrznej warstwy płytek kostnych. U żółwiaków, miękkoskórkowatych i żółwi skórzastych część rogowa nie występuje.
Niektóre rodziny mają pomiędzy karapaksem a plastronem zawias pozwalający żółwiowi prawie zupełnie złączyć obie części. U niektórych gatunków, np. u żółwia błotnego, po jego kształcie można rozpoznać płeć danego żółwia. Samce mają plastron wklęsły, a samice wypukły. Dopasowanie to ułatwia zajęcie pozycji przy kopulacji.